# Millington (Illinois)
Millington és una població dels Estats Units a l'estat d'Illinois. Segons el cens del 2000 tenia 458 habitants.

## Demografia
Segons el cens del 2000, Millington tenia 458 habitants, 149 habitatges, i 123 famílies. La densitat de població era de 315,8 habitants/km².
Dels 149 habitatges en un 42,3% hi vivien nens de menys de 18 anys, en un 71,1% hi vivien parelles casades, en un 7,4% dones solteres, i en un 16,8% no eren unitats familiars. En el 13,4% dels habitatges hi vivien persones soles el 2,7% de les quals corresponia a persones de 65 anys o més que vivien soles. El nombre mitjà de persones vivint en cada habitatge era de 3,07 i el nombre mitjà de persones que vivien en cada família era de 3,37.
Per edats la població es repartia de la següent manera: un 31,2% tenia menys de 18 anys, un 10,7% entre 18 i 24, un 26,6% entre 25 i 44, un 21,4% de 45 a 60 i un 10% 65 anys o més.
L'edat mediana era de 32 anys. Per cada 100 dones de 18 o més anys hi havia 108,6 homes.
La renda mediana per habitatge era de 43.583 $ i la renda mediana per família de 43.229 $. Els homes tenien una renda mediana de 36.944 $ mentre que les dones 25.208 $. La renda per capita de la població era de 13.898 $. Aproximadament el 8,7% de les famílies i el 10,4% de la població estaven per davall del llindar de pobresa.

## Poblacions més properes
El següent diagrama mostra les poblacions més properes.